# Zhang Youxia
Zhang Youxia (Chinois: 张又侠; né en juillet 1950) à Weinan dans la province du Shaanxi est un général dans l'armée populaire de libération de Chine. 
Il est membre du 19e Bureau politique du Parti communiste chinois puis du 20e Bureau politique du Parti communiste chinois. 
C'est un vétéran de la guerre sino-vietnamienne